# Bartholomeo de Lasso

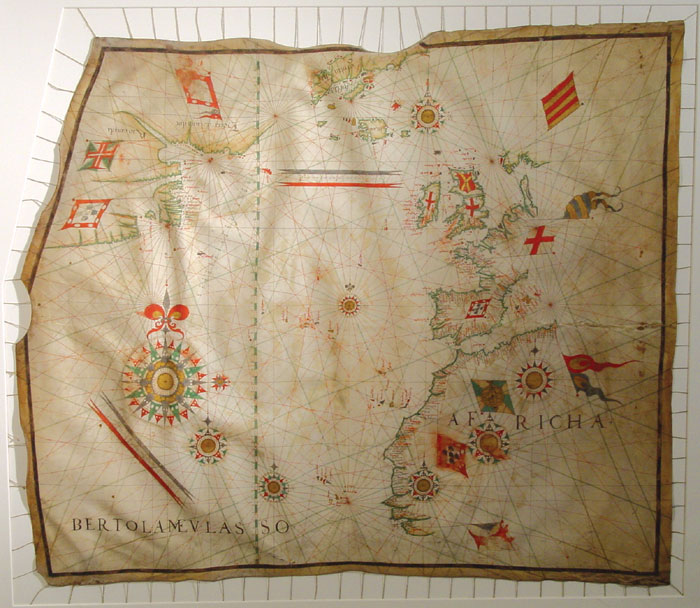
West Afrika en West Europa (1575). Een portolaan van Bartolomeo de Lasso, in de collectie van het Rosenbach Museum in Philadelphia

Bartholomeo de Lasso was een 16e-eeuwse cartograaf uit Portugal die van invloed was op de ontplooiing van de Nederlandse cartografie in de late 16e eeuw, en als gevolg daarvan op de Nederlandse koloniale expansie.
Wanneer en waar Lasso geboren werd is niet bekend. De vroegste verwijzing naar zijn naam is te vinden in een Koninklijke Charter van 17 mei 1564, dat hem toestemming gaf om het beroep van cartograaf uit te oefenen. Hij werd geëxamineerd door Pedro Nunes en Jorge Reynel. In dat schrijven werd ook gemeld dat hij in Lissabon woonde. Ten gevolge van een twist met zijn collega João Galego werd hij in 1570 voor een jaar uit Lissabon verbannen. Op 24 januari 1591 was hij nog in leven, omdat hij op die dag het examen bijwoonde van de cartograaf Francisco Luíz. Hoewel Lasso belangrijke werken heeft geproduceerd, wordt hij als minder beduidend beschouwd dan andere Portugese cartografen van zijn tijd. De cartografische werken van Bartholomeo de Lasso hebben echter een belangrijke bijdrage geleverd aan de ontwikkeling van de Nederlandse cartografie in de late 16e eeuw. Dat blijkt uit het monopolie dat de Staten-Generaal van de Nederlanden in 1592 aan uitgever Cornelis Claesz gaven om vijfentwintig zeekaarten van Lasso te reproduceren. De kaarten had hij door bemiddeling van Petrus Plancius gekocht van "Bartholomeo de Lasso cosmographo ende meestre van de zeevaert des Conincx van Spaengien". Deze kaarten gebruikte Plancius bij de uitgave van een serie van zeven kaarten die voor het eerst in Nederland de kusten van Afrika en Azië beschreven. De kaarten, gebaseerd op die van Lasso, moeten de eerste zijn geweest die door de Nederlanders werden gebruikt voor hun reizen naar andere continenten. De nauwkeurigheid en precisie waarmee Lasso destijds bekende geografie op zijn kaarten registreerde, blijkt uit de beschrijving van zijn werk door Cornelis Claesz:  "...bevattende alle de zeekusten van de gansche eertbodem, eensamentlyck alle diepten en de ondiepten, drooghten, steenclippen, capen, voergeberchten, haffen en de haven, alle liggende onder hare behoorlijke elevatien des poli ofte graden der breedte distantien en de streken der winden...".
Van Lasso's werk zijn slechts twaalf kaarten bewaard gebleven. Acht daarvan moeten hebben behoord tot één en dezelfde (onvolledige) atlas. Antonio Blàsquez noemde deze atlas in een publicatie in het "Boletin de la Real Sociedad Geografica de Madrid" (1915) "een juweel van de cartografie uit de 16e eeuw". 
In 1916 werd de atlas aangekocht door Frederik Casparus Wieder (1874-1943). Willem Anton Engelbrecht kocht de atlas vervolgens van Wieder. De atlas bevindt zich nu in het Maritiem Museum Rotterdam.

## Wetenswaardigheden
- Hij ondertekende zijn kaarten ook wel met Bartolomeu Laso[6]